# Мюзет
Мюзет (фр. musette de cour або musette baroque) — вдосконалений «шляхетський» варіант волинки чи дуди . Як і волинка, мюзет має одну або дві трубки-співаниці (шалюмо — фр. chalumeaux, — смолоскип) і бурдонний блок. І співаниці й бурдони мають циліндричні отвори й подвійні тростини, які дають м'який тембр, схожий на гобой . Інструмент роздувається міхом (сільфоном) . В Україні існував інструмент шоломія, схожий на трубку-співаницю мюзета як візуально, так і назвою, та ще й подібний за тембром.
Приставка «de cour» не відображається в назві інструменту в оригінальних музичних партитурах епохи бароко, у яких зазвичай інструмент позначається просто як мюзет (musette). Це призводить до певної термінологічної плутанини. Мюзет починають плутати з гобоєм піколо, відомим під назвою «гобой мюзет» (oboe musette).

## Історія
Вперше з'явившись у Франції, в самому кінці шістнадцятого століття, мюзет удосконалювався протягом наступних століть цілою низкою династій майстрів. Найвідомішими з них вважається сім'я Хотетер (Hotteterre): Мартін Хотетер додав до мюзету другу співаницю, або малий шалюмо, розширивши діапазон інструменту на шість півтонів. Бурдони стали простішими, оскільки співаниці стали більш складними. Остаточна форма мюзета повністю хроматична, з діапазоном октави і половини, починаючи з фа (F) над середнім до (C); бурдонний блок із до (C), ре (D) і соль (G).
Мюзет був тісно пов'язаний із французьким королівським двором і аристократією на початку XVII століття. «Екзотичні» двірські «пасторальні» інструменти були модними вдосконаленнями традиційних — волинки , колісної ліри та дудки й звучали у виконанні як професіоналів, так і любителів. Дякуючи тому, що мюзет роздувався міхами, він широко розповсюдився, бо на ньому могли грати й жінки, адже в ті часи вважалося непристойним для жінок грати на будь-якому духовому інструменті.
На вершині своєї популярності, мюзет (як і вдосконалена хроматична колісна ліра) використовувалася не лише для камерної музики, а й у крупних формах, наприклад, в опері, де ілюстрував сільське життя в жанрі пастораль. Після Французької революції, мюзет швидко впав у немилість, тоді як простіші форми волинки залишалися популярними як народні інструменти. Як наслідок, музикознавці, які вивчали французьку музику в стилі бароко наприкінці ХІХ століття, не уявляли собі роль волинки у витонченій салонній музиці.
З 1970-х років починає ширитися мода на автентичне виконавство, що викликає потребу у відновленні старовинних інструментів. Завдяки таким виробникам, як Ремі Дюбуа (Верв'є, Бельгія), зазвучали в оригіналах такі твори, як «Пастор Фідо» Шедевіля (Chédeville) (на основі «Пор року» Вівальді), і навіть оперний балет Рамо «Les Fêtes d'Hébé» в оригінальній формі.

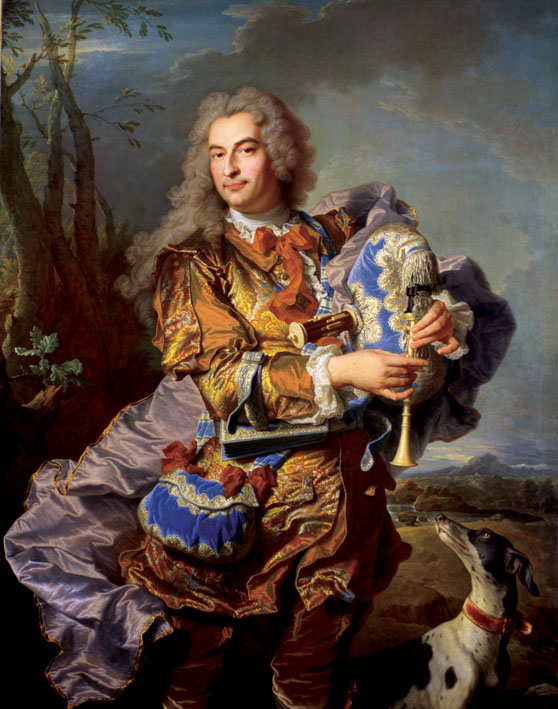
Ґаспар де Ґуейдан грає на мюзеті, (Гіацинт Ріґо) Hyacinthe Rigaud, 1738, Музей Granet, Екс-ан-Прованс, Франція

## Трубки-співаниці мюзета
На заглавній сторінці «Трактату» Боржона де Скелрі (1672) зображено пастуха, оточеного рядом інструментів. Вони включають ранній мюзет, з одинарною співаницею що має шість отворів для пальців і жодного клапана. Наступна ілюстрація на повній сторінці показує співаницю (шалюмо), у котрої вже сім отворів і три клапани, які вже сумарно дають діапазон цілої октави.
Другий малюнок на повну сторінку ілюструє більш розвинену форму мюзету, де велика співаниця з п'ятьма клавішами доповнюється малою трубкою-співаницею з шістьма клавішами. Жак Хоттетер (1738) ілюструє найбільш розповсюджену остаточну форму інструменту; шестиклапанна мала співаниця — така сама як у Боржона де Скелрі, але у великої співаниці — сім клапанів.
Хоча фізично Малий шалюмо (мала співаниця) і пов'язаний із «великим шалюмо» (великою співаницею) спільною подачею повітря з сильфона (міху), але має власну подвійну тростину й функціонує як окремий інструмент. Найнижча нота меншої співаниці — на напівтона нижче верхнього ля (А) більшої співаниці. Підтримка гармонії та строю між співаницями належить до труднощів інструменту.

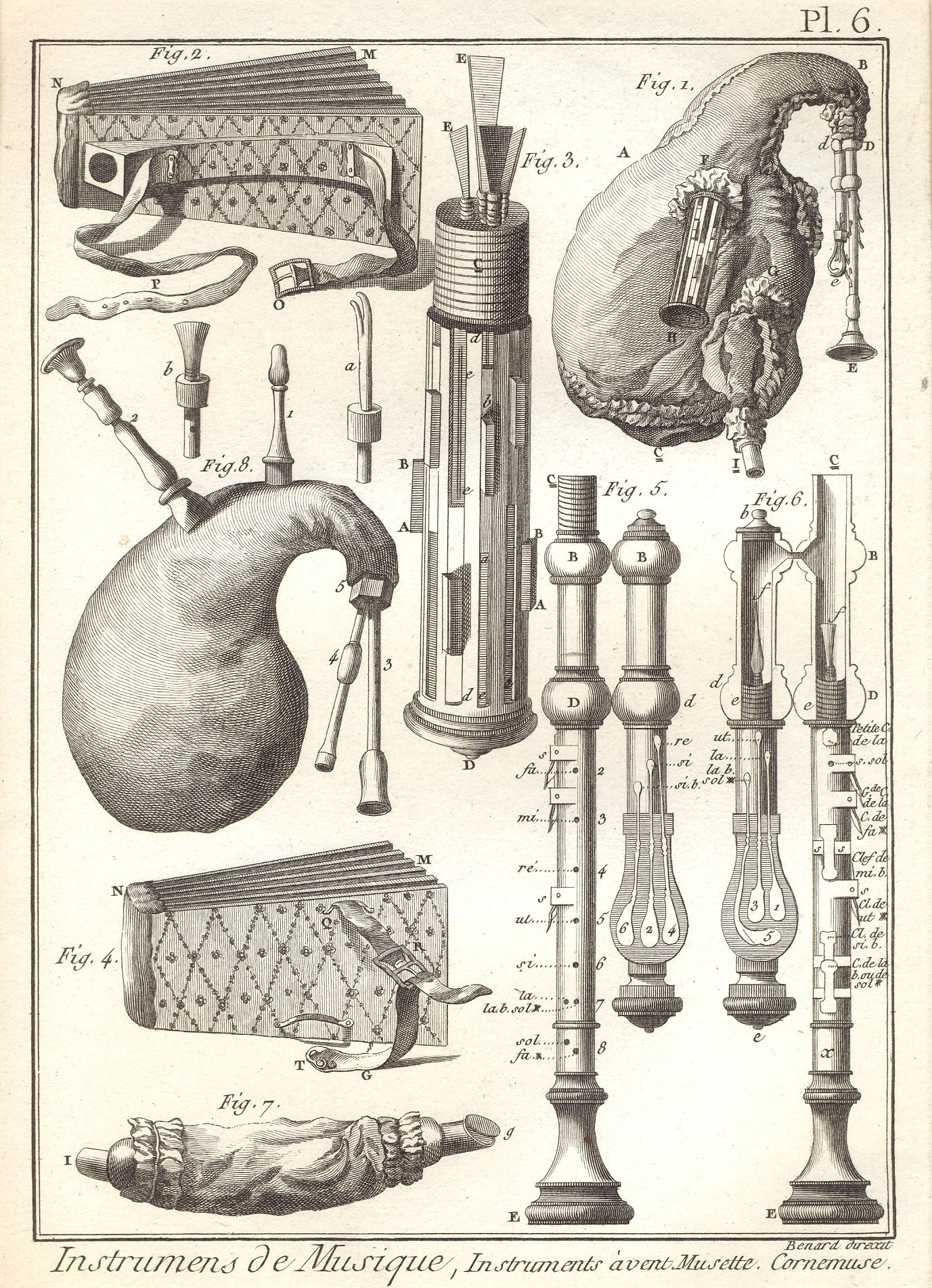
Схема будови мюзета з Енциклопедії Дідро і Даламбера, бл. 1770

Велика співаниця відкрита й тому завжди звучить. Мала співаниця закрита, як і пізні північноумбрійські труби, тому звучить лише при відкритті отвору або натисканні клавіші. Аплікатурною особливістю мюзета є те, що, в цілому, система є «закритою» й, за винятком гри на деяких мелізмах, одномоментно може бути відкритою лише один отвір.

## Бурдони
Подібно до фаготу, короткий циліндр бурдонного блоку містить двічі обернені повітряні канали. Отвори в кожному повітряному каналі (еквівалент пальцьових отворів) відкриваються шляхом переміщення повзунків, закріплених в чотирьох кулісах . Дві найнижчі ноти використовують один і той же повітряний канал, тому не можуть звучати разом.
На ранніх мюзетах було до дев'яти куліс і дванадцяти повзунків, щоби можна було грати музику в різних тональностях і завжди мати тонічно-орієнтований бурдон в залежності від тональності. По мірі того, як співаниці розвилися й стали повністю хроматичними, стало можливим відтворення музики в різних тональностях, але починаючи з однієї ноти; потрібно було менше можливих нот бурдонного блоку й він був спрощений. Незважаючи на це, в бурдонному блоці все ще є чотири або й більше окремих тростин, які вимагають регулювання й настроювання.

## Репертуар
Мюзет був інструментом як для професіоналів, так і для любителів. Тому музика, написана для цього інструменту, коливається від простих обробок популярних мелодій — фольклорних танців у «Трактаті» Боржона де Скеллері, пісень із сучасних опер у «Методі» Хоттетерре — до досить складних творів найвідоміших композиторів того часу. Основна частина музики, написаної для мюзету — не сольна. Найпопулярнішою формою були дуети. Трохи менше — тріосонати. Значна частина музики, доступної для інструменту, була написана для ансамблів за участю мюзета, колісної барокової (хроматичної) ліри, поперечної флейти, гобою та скрипки.
Композитори, які писали для мюзету (в алфавітному порядку): Шарль Батон (Bâton), Джозеф Бодін де Буамортье (Boismortier), Жан-Батіст Бютерн, Ніколя Шедевіль, Мішель Коре, Філіберт Делавіньє, Жак-Мартін Хоттетерр, Жак-Крістоф Нодо і Жан-Філіпп Рамо). Майже всі - виключно французькі композитори.
Інструмент цей зараз досить рідкісній, в основному його можні бачити в музеях або на фестивалях барокової музики, але він залишив по собі слід у класичному репертуарі. Часто навіть у шкільній програмі з фортепіано чи духових інструментів зустрічаємо спокійну танцювальну форму з назвою «Мюзет».
Лінії колісної ліри та мюзету також знаходимо в оркестрових сюїтах Телемана .
У своєму «Трактаті» Боржон де Скелері, згадуючи про малу співаницюі включаючи її до ілюстрацій, зосереджується на великій співаниці і наводить приклади переважно танцювальних мелодій та популярних пісень. Хоттетер у своїй «Методі» використовує весь діапазон інструменту, й спирається на приклади, взяті з популярних опер, а також подає ряд оригінальних композицій, розроблених для розширення майстерності гравця в конкретних діапазонах. Обидві ці роботи також вчать читати музику з листа. Боржон де Скелері наводить приклади в стандартних позначеннях і в табулатурах, а також дає поради з базового технічного обслуговування інструменту. Зрозуміло, що ці «самовчителі» були розраховані на читачів тодішнього Парижу, чи одного з великих провінційних міст Франції, де можна було досить просто знайти виробників інструментів та музикантів, які могли навчити грі.